# Rajd Wiesbaden 1956
Rajd Wiesbaden 1956 (18. Internationale Rallye Wiesbaden) – 18 edycja rajdu samochodowego Rajd Wiesbaden rozgrywanego w RFN. Rozgrywany był od 20 do 24 czerwca 1956 roku. Była to ósma runda Rajdowych Mistrzostw Europy w roku 1956.

## Klasyfikacja rajdu
| Miejsce                      | Kierowca                     | Pilot                        | Samochód                     | Czas                         | Strata                       |                              |
| Klasyfikacja generalna i ERC | Klasyfikacja generalna i ERC | Klasyfikacja generalna i ERC | Klasyfikacja generalna i ERC | Klasyfikacja generalna i ERC | Klasyfikacja generalna i ERC | Klasyfikacja generalna i ERC |
| ---------------------------- | ---------------------------- | ---------------------------- | ---------------------------- | ---------------------------- | ---------------------------- | ---------------------------- |
| 1.                           | Bernd Jonsson                | Kjell Persson                | Saab 93                      |                              | 0.0                          |                              |
| 2.                           | Max Nathan                   | Paul Denk                    | Porsche 356 Carrera          |                              |                              |                              |
| 3.                           | Egon Vomfell                 | Kurt Schöttler               | Fiat 1100 TV                 | 2                            |                              |                              |
| 4.                           | HubertCharton                | Michael Hippau               | Renault Dauphine             | 3                            | +1                           |                              |
| 5.                           | Wilhelm Rudolf               | Kurt Wust                    | Alfa Romeo Giulietta         | 7                            | +5                           |                              |
| 6.                           | Günter Schramm               | Hans Behrens                 | Borgward Isabella            | 7                            | +5                           |                              |
| 7.                           | Hannes Rottger               | Walther Scheube              | Ford Taunus 15M              | 9                            | +7                           |                              |
| 8.                           | Joachim Springer             | Erwin von Regius             | Ford Taunus 15M              | 9                            | +7                           |                              |
| 9.                           | Walter Schock                | Rolf Moll                    | Mercedes-Benz 300 SL W198 I  | 12                           | +9                           |                              |
| 10.                          | Heinz Schwind                | Wolfgang Gutbrod             | BMW 502                      | 13                           | +10                          |                              |